# 60 mètres féminin aux championnats du monde d'athlétisme en salle 2016
Pour un article plus général, voir Championnats du monde d'athlétisme en salle 2016.
Navigation
2014 2018
L'épreuve du 60 mètres féminin des Championnats du monde en salle 2016 s'est déroulée le 19 mars 2016 à Portland, aux États-Unis.

## Faits marquants
Barbara Pierre, championne des États-Unis la semaine précédente en 7 s 00, réalise le meilleur temps des séries, 7 s 07. Sa principale rivale, la Néerlandaise Dafne Schippers, remporte sa série en 7 s 13 malgré un mauvais temps de réaction, prenant le meilleur sur l'Américaine Tori Bowie. La Jamaïcaine Elaine Thompson réalise 7 s 09 dans sa série, tout comme la Trinidadienne Michelle-Lee Ahye dans la 4e qui établit un record national.
Lors de la première demi-finale, Pierre confirme en 7 s 06, devant la Britannique Dina Asher-Smith. Ahye réédite ses 7 s 09 dans la deuxième, battant Bowie de 2 centièmes. Dans la dernière, Thompson bat son record personnel en 7 s 04, devant Schippers.
Dans la finale, Barbara Pierre l'emporte sur Dafne Schippers grâce à un meilleur départ, et Elaine Thompson obtient le bronze.

## Meilleures performances mondiales en 2016
Les meilleures performances mondiales en 2016 (top 5) avant les Championnats du monde en salle sont :
|   | Athlète            | Pays          | Marque | Lieu     | Date            |
| - | ------------------ | ------------- | ------ | -------- | --------------- |
| 1 | Dafne Schippers    | Pays-Bas      | 7 s 00 | Berlin   | 13 février 2016 |
| 1 | Barbara Pierre     | États-Unis    | 7 s 00 | Portland | 12 mars 2016    |
| 3 | Marie-Josée Ta Lou | Côte d'Ivoire | 7 s 06 | Berlin   | 13 février 2016 |
| 4 | Ewa Swoboda        | Pologne       | 7 s 07 | Toruń    | 12 février 2016 |
| 4 | Tatjana Pinto      | Allemagne     | 7 s 07 | Leipzig  | 28 février 2016 |

## Médaillées
| Or             | Argent          | Bronze          |
| Barbara Pierre | Dafne Schippers | Elaine Thompson |

## Résultats

### Finale
| Rang               | Athlète            | Nationalité       | Temps  | Notes |
| ------------------ | ------------------ | ----------------- | ------ | ----- |
| Médaille d'or      | Barbara Pierre     | États-Unis        | 7 s 02 |       |
| Médaille d'argent  | Dafne Schippers    | Pays-Bas          | 7 s 04 |       |
| Médaille de bronze | Elaine Thompson    | Jamaïque          | 7 s 06 |       |
| 4                  | Michelle-Lee Ahye  | Trinité-et-Tobago | 7 s 11 |       |
| 5                  | Asha Philip        | Royaume-Uni       | 7 s 14 |       |
| 6                  | Tori Bowie         | États-Unis        | 7 s 14 |       |
| 7                  | Marie-Josée Ta Lou | Côte d'Ivoire     | 7 s 29 |       |
| -                  | Dina Asher-Smith   | Royaume-Uni       | DNS    |       |

### Demi-finales
Les 2 premières (Q) de chaque série et les 2 meilleurs temps (q) sont qualifiés pour la finale.
| Rang | Série | Athlète                 | Nationalité                 | Temps  | Notes   |
| ---- | ----- | ----------------------- | --------------------------- | ------ | ------- |
| 1    | 3     | Elaine Thompson         | Jamaïque                    | 7 s 04 | Q, PB   |
| 2    | 1     | Barbara Pierre          | États-Unis                  | 7 s 06 | Q       |
| 3    | 3     | Dafne Schippers         | Pays-Bas                    | 7 s 08 | Q       |
| 4    | 2     | Michelle-Lee Ahye       | Trinité-et-Tobago           | 7 s 09 | Q, =NIR |
| 5    | 2     | Tori Bowie              | États-Unis                  | 7 s 11 | Q, PB   |
| 6    | 1     | Dina Asher-Smith        | Grande-Bretagne             | 7 s 11 | Q, SB   |
| 7    | 3     | Asha Philip             | Grande-Bretagne             | 7 s 13 | q       |
| 8    | 2     | Marie-Josée Ta Lou      | Côte d'Ivoire               | 7 s 15 | q       |
| 9    | 1     | Jamile Samuel           | Pays-Bas                    | 7 s 16 |         |
| 10   | 1     | Kelly-Ann Baptiste      | Trinité-et-Tobago           | 7 s 16 | SB      |
| 11   | 3     | Rosângela Santos        | Brésil                      | 7 s 20 |         |
| 12   | 3     | Ángela Tenorio          | Équateur                    | 7 s 21 | NIR     |
| 13   | 2     | Simone Facey            | Jamaïque                    | 7 s 21 |         |
| 14   | 1     | Tatjana Pinto           | Allemagne                   | 7 s 22 |         |
| 15   | 2     | Tahesia Harrigan-Scott  | Îles Vierges britanniques   | 7 s 23 |         |
| 16   | 2     | Crystal Emmanuel        | Canada                      | 7 s 23 | PB      |
| 17   | 1     | Olesya Povh             | Ukraine                     | 7 s 27 |         |
| 18   | 3     | Wei Yongli              | Chine                       | 7 s 28 |         |
| 19   | 3     | LaVerne Jones-Ferrette  | Îles Vierges des États-Unis | 7 s 33 |         |
| 20   | 2     | Maja Mihalinec          | Slovénie                    | 7 s 34 |         |
| 21   | 1     | Marika Popowicz-Drapała | Pologne                     | 7 s 34 |         |
| 22   | 2     | Chantal Butzek          | Allemagne                   | 7 s 45 |         |
| 23   | 3     | Dutee Chand             | Inde                        | 7 s 62 |         |
|      | 1     | Gloria Hooper           | Italie                      | DNS    |         |

### Séries
Les 3 premières (Q) de chaque série et les 6 meilleurs temps (q) sont qualifiés pour les demi-finales.
| Rang | Série | Athlète                 | Nationalité                 | Temps  | Notes  |
| ---- | ----- | ----------------------- | --------------------------- | ------ | ------ |
| 1    | 6     | Barbara Pierre          | États-Unis                  | 7 s 07 | Q      |
| 2    | 4     | Michelle-Lee Ahye       | Trinité-et-Tobago           | 7 s 09 | Q, NIR |
| 3    | 1     | Elaine Thompson         | Jamaïque                    | 7 s 09 | Q, PB  |
| 4    | 4     | Dina Asher-Smith        | Grande-Bretagne             | 7 s 12 | Q      |
| 5    | 2     | Dafne Schippers         | Pays-Bas                    | 7 s 13 | Q      |
| 6    | 2     | Tori Bowie              | États-Unis                  | 7 s 15 | Q      |
| 7    | 5     | Marie-Josée Ta Lou      | Côte d'Ivoire               | 7 s 17 | Q      |
| 8    | 1     | Asha Philip             | Grande-Bretagne             | 7 s 18 | Q      |
| 9    | 5     | Jamile Samuel           | Pays-Bas                    | 7 s 19 | Q      |
| 10   | 3     | Tatjana Pinto           | Allemagne                   | 7 s 19 | Q      |
| 11   | 3     | Simone Facey            | Jamaïque                    | 7 s 20 | Q      |
| 12   | 1     | Kelly-Ann Baptiste      | Trinité-et-Tobago           | 7 s 20 | Q, SB  |
| 13   | 6     | Rosângela Santos        | Brésil                      | 7 s 21 | Q      |
| 14   | 3     | Crystal Emmanuel        | Canada                      | 7 s 23 | Q, PB  |
| 15   | 5     | Ángela Tenorio          | Équateur                    | 7 s 24 | Q      |
| 16   | 2     | LaVerne Jones-Ferrette  | Îles Vierges des États-Unis | 7 s 27 | Q      |
| 17   | 6     | Maja Mihalinec          | Slovénie                    | 7 s 28 | Q      |
| 18   | 3     | Olesya Povh             | Ukraine                     | 7 s 29 | q      |
| 19   | 4     | Gloria Hooper           | Italie                      | 7 s 28 | Q, PB  |
| 20   | 5     | Tahesia Harrigan-Scott  | Îles Vierges britanniques   | 7 s 30 | q      |
| 21   | 5     | Dutee Chand             | Inde                        | 7 s 30 | q      |
| 22   | 2     | Wei Yongli              | Chine                       | 7 s 31 | q      |
| 23   | 4     | Marika Popowicz-Drapała | Pologne                     | 7 s 32 | q      |
| 24   | 6     | Chantal Butzek          | Allemagne                   | 7 s 35 | q      |
| 25   | 6     | Carole Zahi             | France                      | 7 s 36 |        |
| 26   | 1     | Flings Owusu-Agyapong   | Ghana                       | 7 s 36 |        |
| 27   | 3     | Ashley Marshall         | Barbade                     | 7 s 38 |        |
| 28   | 4     | Tynia Gaither           | Bahamas                     | 7 s 41 |        |
| 29   | 1     | Agata Forkasiewicz      | Pologne                     | 7 s 45 |        |
| 30   | 5     | Anasztázia Nguyen       | Hongrie                     | 7 s 46 |        |
| 31   | 4     | Viktoriya Zyabkina      | Kazakhstan                  | 7 s 47 |        |
| 32   | 3     | Yuan Qiqi               | Chine                       | 7 s 48 |        |
| 33   | 2     | Adeline Gouenon         | Côte d'Ivoire               | 7 s 50 |        |
| 34   | 6     | Lam On Ki               | Hong Kong                   | 7 s 54 |        |
| 35   | 2     | Phobay Kutu-Akoi        | Liberia                     | 7 s 56 |        |
| 36   | 2     | Charlotte Wingfield     | Malte                       | 7 s 63 |        |
| 37   | 1     | Élodie Embony           | Madagascar                  | 7 s 65 | PB     |
| 38   | 5     | Aziza Sbaity            | Liban                       | 7 s 78 |        |
| 39   | 4     | Loi Im Lan              | Macao                       | 7 s 83 |        |
| 40   | 6     | Valentina Meredova      | Turkménistan                | 7 s 89 |        |
| 41   | 3     | Patricia Taea           | Îles Cook                   | 7 s 95 | SB     |
| 42   | 1     | Mariana Cress           | Îles Marshall               | 8 s 51 | SB     |
| 43   | 3     | Zarinae Sapong          | Îles Mariannes du Nord      | 8 s 70 | PB     |
| 44   | 4     | Kariman Abuljadayel     | Arabie saoudite             | 9 s 48 | NIR    |
|      | 1     | Andrea Ivančević        | Croatie                     | DNS    |        |

## Légende
Records et Performances
- AR : Record continental (area record)
- CR : Record des championnats (championship record)
- MR : Record du meeting (meet record)
- NR : Record national (national record)
- OR : Record olympique (olympic record)
- PR : Record paralympique (paralympic record)
- PB : Record personnel (personal best)
- SB : Meilleure performance personnelle de la saison (season's best)
- WL : Meilleure performance mondiale de l'année (world leader)
- WJR : Record du monde junior (world junior record)
- WR : Record du monde (world record)

Circonstances et Conditions
- DNF : N'a pas terminé (did not finish)
- DNS : N'a pas pris le départ (did not start)
- DQ : Disqualification (disqualification)
- NM : Aucun essai valable enregistré (No Mark)
- Q : Qualifié « directement » au prochain tour (ou à la prochaine compétition), lors d'une compétition majeure, grâce au classement ou à la réalisation des minima (automatic qualifier)
- q : Qualifié au prochain tour (ou à la prochaine compétition), lors d'une compétition majeure, grâce au repêchage ou à la réalisation de l'une des meilleures performances parmi celles des « non qualifiés directement » (grâce au meilleur temps ou à la meilleure distance par exemple) (secondary qualifier)